# 莫索塔
莫索塔，是西班牙阿拉贡自治区萨拉戈萨省的一个市镇。 总面积9平方公里，总人口114人（2001年），人口密度13人/平方公里。